# La Guérison de l'aveugle
La Guérison de l'aveugle (ou La Guérison des aveugles ; également Le Christ guérissant l'aveugle) est une peinture religieuse réalisée à l'huile sur toile par le peintre espagnol Le Greco dans les années 1570-1577, avant son départ d'Italie, ou après sa récente arrivée en Espagne. Ce tableau figure dans le catalogue raisonné réalisé par le professeur et historien de l'art Harold Wethey, spécialiste du Greco. La toile est conservée depuis 1978 au Metropolitan Museum of Art à New York.

## Thème
La Guérison de l'aveugle pourrait se rapporter à l'épisode narré dans l'évangile selon Marc ou bien dans l'évangile selon Jean,. Mais c'est l'histoire narrée dans l'évangile selon Mathieu qui s'accorde le mieux à la scène représentée par le Greco, qui représente la guérison de deux aveugles, l'un en train d'être soigné par le Christ et l'autre manifestant sa joie - avec le bras levé - pour avoir été guéri,. Le peintre a réalisé deux autres versions du sujet, l'une conservée à la Galerie des Maîtres Anciens de Dresde et l'autre à la Galerie nationale de Parme.

## Données sur l'oeuvre
- New York, Metropolitan Museum of Art
- Peinture à l'huile sur toile, 120 × 146 cm.
- Datation : vers 1577 selon Wethey (années 1570 selon le Met)[6].

## Provenance
1. William Rennie, Londres (attribué au Tintoret) ;
2. George Smith-Bosanguet ; Fryerning, Essex, (vente de Christie's, mai 1958, 36 000 guinées)[7] ;
3. Charles Wrightsman ;
4. Donation de Charles Wrightsman au MET, en 1978[8].